# سوءظن

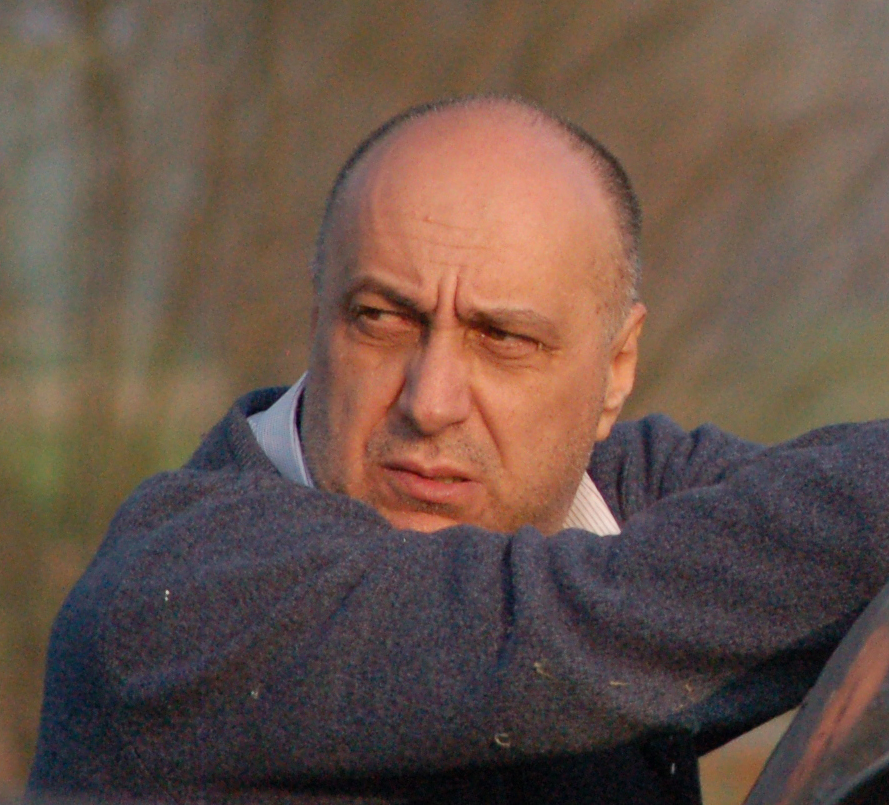
سو ظن

سوءظن یا بدگمانی (به انگلیسی: Suspicion) یا شک به معنای «گمان بد» در مقابل «حسن ظن» به معنای «گمان نیک» می‌باشد. اگر به فردی که او را کاملاً نمی‌شناسیم یا به کاری که از درستی آن اطمینان نداریم، گمان بد داشته باشیم، می‌گویند به او به آن سوء ظن داریم.

## حسن ظن
در لغت به معنای «گمان نیک» در مقابل سوء ظن به معنای «گمان بد» می‌باشد. در اصطلاح یعنی تا زمانی که بد یا اشتباه بودن فرد یا کاری مشخص نشده باشد، فرض را بر درستی آن گذاشتن. اگر به فردی که او را کاملاً نمی‌شناسیم یا به کاری که از درستی آن اطمینان نداریم، گمان نیک داشته باشیم، می‌گویند به او به آن حسن ظن داریم.